# Bridget Moynahan
Kathryn Bridget Moynahan (Binghamton, 1971. április 28. –) amerikai színésznő, modell.
Az eredetileg modellként tevékenykedő Moynahan 1999-ben debütált a Szex és New York című sorozat vendégszereplőjeként, amelyben később visszatérő szereplő is lett. Ismertebb televíziós alakítása 2010 óta Erin Reagan körzeti ügyész a Zsaruvér című bűnügyi drámasorozatban.
A filmvásznon 2000-ben tűnt fel először fontosabb szerepben a Sakáltanya című romantikus filmdrámában. Egyéb, 2000-es évekbeli szereplései közé tartozik a Szerelem a végzeten (2001), A rettegés arénája (2002), a Beavatás (2003), az Én, a robot (2004), a Fegyvernepper (2005), az Ara csak egy van (2006) és a Vérszomj (2007). A 2010-es évektől játszott a Ramona és Beezus – A kaland házhoz jön (2010), a A Föld inváziója – Csata: Los Angeles (2011), a John Wick (2014) és a John Wick: 2. felvonás (2017) című filmekben.

## Filmográfia

### Film
| Év   | Magyar cím                             | Eredeti cím          | Szerep           | Magyar hang         |
| ---- | -------------------------------------- | -------------------- | ---------------- | ------------------- |
| 1999 |                                        | Row Your Boat        | lakástulajdonos  |                     |
| 2000 |                                        | In the Weeds         | Amy              |                     |
| 2000 |                                        | Trifling with Fate   | Fame             |                     |
| 2000 | Sakáltanya                             | Coyote Ugly          | Rachel           | Horváth Lili        |
| 2000 | Átverve                                | Whipped              | Marie            |                     |
| 2001 | Szerelem a végzeten                    | Serendipity          | Halley Buchanan  | Závodszky Noémi     |
| 2002 | A rettegés arénája                     | The Sum of All Fears | Dr. Cathy Muller | Csarnóy Zsuzsanna   |
| 2003 | Beavatás                               | The Recruit          | Layla Moore      | Kisfalvi Krisztina  |
| 2004 | Én, a robot                            | I, Robot             | Susan Calvin     | Fehér Anna          |
| 2005 | Fegyvernepper                          | Lord of War          | Ava Fontaine     | Majsai-Nyilas Tünde |
| 2006 | Ara csak egy van                       | Gray Matters         | Charlie Kelsey   | Ruttkay Laura       |
| 2006 | Emlékezetkiesés                        | Unknown              | Eliza Coles      | Majsai-Nyilas Tünde |
| 2007 | Vérszomj                               | Prey                 | Amy Newman       | Balázs Ági          |
| 2007 |                                        | Noise                | Helen Owen       |                     |
| 2010 | Ramona és Beezus – A kaland házhoz jön | Ramona and Beezus    | Dorothy Quimby   | Pápai Erika         |
| 2011 | A Föld inváziója – Csata: Los Angeles  | Battle: Los Angeles  | Michele          | Németh Borbála      |
| 2014 |                                        | Small Time           | Barbara          |                     |
| 2014 | Éjféli nap                             | Midnight Sun         | Luke anyja       | Spilák Klára        |
| 2014 | John Wick                              | John Wick            | Helen Wick       | Solecki Janka       |
| 2017 | John Wick: 2. felvonás                 | John Wick: Chapter 2 | Helen Wick       | Solecki Janka       |
| 2019 | Az éjszakai járőr                      | Crown Vic            | Tracy Peters     | Solecki Janka       |

### Televízió
| Év        | Magyar cím       | Eredeti cím           | Szerep           | Megjegyzések                   |
| --------- | ---------------- | --------------------- | ---------------- | ------------------------------ |
| 1999–2000 | Szex és New York | Sex and the City      | Natasha Naginsky | visszatérő szereplő (7 epizód) |
| 2001      |                  | Going to California   | Lily             | 1 epizód                       |
| 2006–2007 | A hatodik kapocs | Six Degrees           | Whitney Crane    | főszereplő (13 epizód)         |
| 2008      | Eli Stone        | Eli Stone             | Ashley Cardiff   | 2 epizód                       |
| 2009      |                  | Bunker Hill           | Erin Moriarty    | tévéfilm                       |
| 2010–2024 | Zsaruvér         | Blue Bloods           | Erin Reagan      | főszereplő                     |
| 2021      | És egyszer csak… | And Just Like That... | Natasha Naginsky | 1 epizód                       |

## Fordítás
- Ez a szócikk részben vagy egészben  a   Bridget Moynahan című angol Wikipédia-szócikk fordításán alapul.  Az eredeti cikk szerkesztőit annak laptörténete sorolja fel. Ez a jelzés csupán a megfogalmazás eredetét és a szerzői jogokat jelzi, nem szolgál a cikkben szereplő információk forrásmegjelöléseként.